# Microrregión de Jequié
La microrregión de Jequié es una de las  microrregiones del estado brasileño de la Bahia perteneciente a la Mesorregión del Centro-sur Baiano. Su población fue estimada en 2005 por el IBGE en 529.939 habitantes y está dividida en 26 municipios. Posee un área total de 17.396,126 km².

## Municipios
- Aiquara
- Amargosa
- Apuarema
- Brejões
- Cravolândia
- Irajuba
- Iramaia
- Itagi
- Itaquara
- Itiruçu
- Jaguaquara
- Jequié
- Jiquiriçá
- Jitaúna
- Lafaiete Coutinho
- Laje
- Lajedo do Tabocal
- Maracás
- Marcionílio Souza
- Milagres
- Mutuípe
- Nova Itarana
- Planaltino
- Santa Inês
- São Miguel das Matas
- Ubaíra

- Datos: Q1875529